# Begonia jenmanii
Begonia jenmanii là một loài thực vật có hoa trong họ Thu hải đường. Loài này được Tutin mô tả khoa học đầu tiên năm 1940.